# Fahrenberg (Waldthurn)

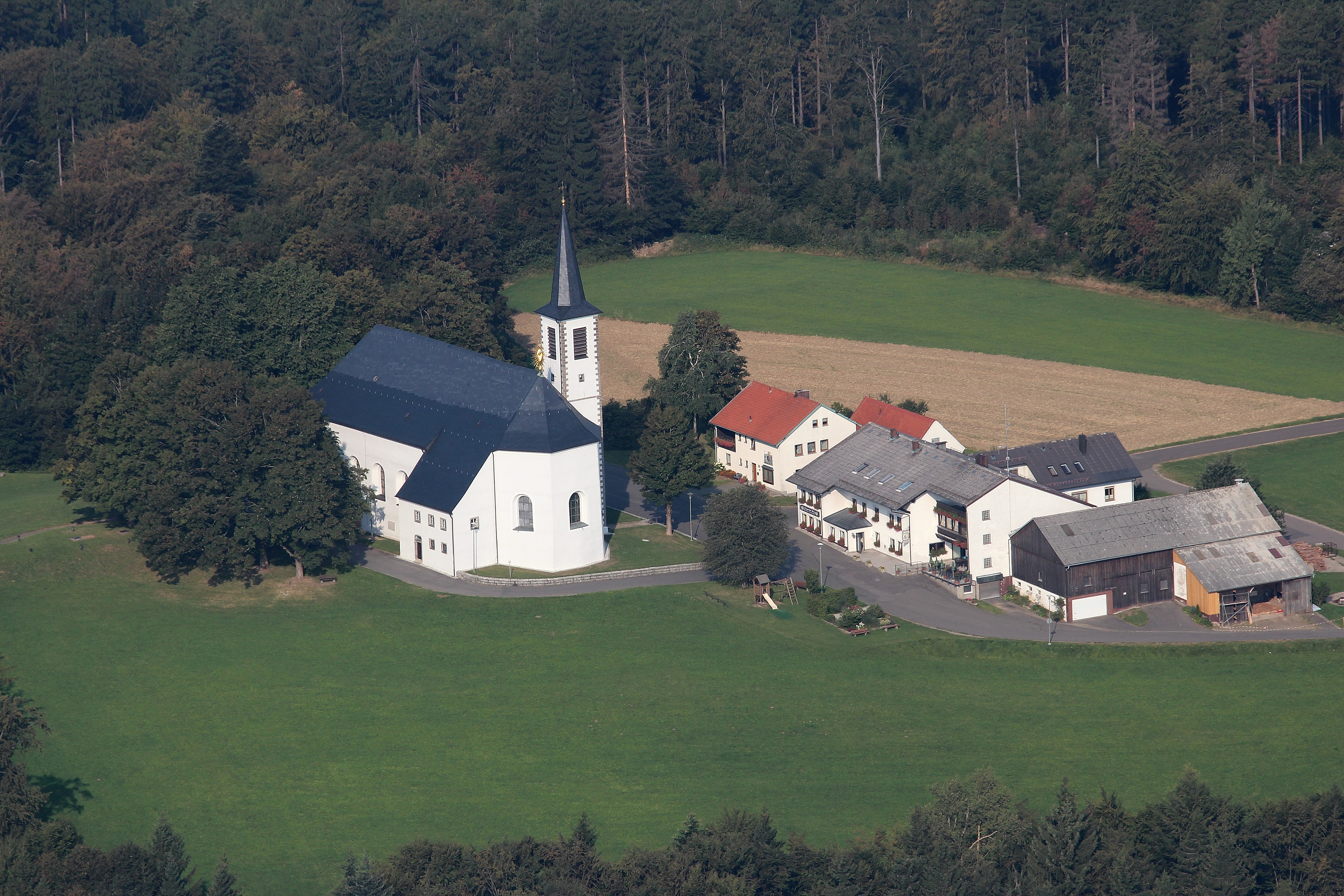
Wallfahrtskirche Mariä Heimsuchung (2016)

Der Fahrenberg ist ein Wallfahrtsort in Bayern. Er gehört zur Gemeinde Waldthurn in der Oberpfalz.

## Begründung der Wallfahrt

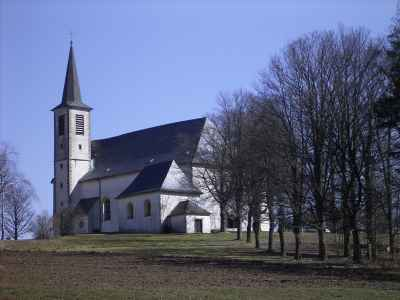
Mariä Heimsuchung (2005)

200 Jahre, bevor sich die Bayern für die Gnadenkapelle in Altötting erwärmten, war der Fahrenberg als Wallfahrtsort schon aktiv. Auf dem 801 m hohen Fahrenberg stand eine Burg der Edlen von Waldthurn. 1204, so geht die Sage, soll ein Angehöriger der Edlen von Waldthurn als Tempelritter in das Heilige Land im Kreuzzug unterwegs gewesen sein und das Gnadenbild, eine dem Stil nach donauländische Marienfigur, mitgebracht haben. In einer eigens angebauten Kapelle wurde das Marienbild aufgestellt und bald schon verehrt.

## Geschichte

### Bis zum Dreißigjährigen Krieg
Die Burg auf dem Fahrenberg wurde im 13. Jahrhundert nach Waldsassen verkauft, als die Edlen von Waldthurn ausstarben. Die Zisterzienser von Waldsassen errichteten dort eine Propstei und förderten die Wallfahrt weiter.
1352 zogen böhmische Nonnen in das Kloster. Die Hussiten stürmten 1425 das Kloster, vertrieben die Nonnen und warfen das Gnadenbild in einen Brunnen. Doch eine alte Nonne hatte das Treiben beobachtet und trug zur Wiederauffindung der Statue bei.
Erneuten Aufbau und Besiedelung erfuhr der Fahrenberg noch einmal durch die Zisterzienser von Waldsassen. Von einem lutherischen Pfarrer angestiftet, stürmte 1524 eine Schar Bauern aus der Gegend um Vohenstrauß den Berg und plünderte Kirche und Kloster. In der halbzerstörten Kirche blieb die Statue jedoch stehen und wurde auch weiterhin sporadisch besucht. In den Steuerbüchern der Gemeinden Waldthurn und Floß tauchte als Vermerk auf: Fahrenberg, eyn verbrannt Kloster, eyn verfallen Kirch.

### Nach dem Dreißigjährigen Krieg
Nach Beendigung des Dreißigjährigen Krieges musste die Bevölkerung mit jedem Herrschaftswechsel auch den Glauben wechseln (Augsburger Religionsfrieden von 1555). Oben auf dem Berge hielten sich einmal zufällig ein paar Mönche aus Waldsassen auf. Sie wurden von calvinistischen Bauern entdeckt und zum Teil getötet. Das Marienbild bekam bei dieser Gelegenheit einen Einschuss in den Hals, der heute noch zu sehen ist.
So wechselte die Bevölkerung des Waldthurner Ländchen mehrmals die Konfession und sollte dann, als das katholische Geschlecht der Lobkowicz aus Böhmen Waldthurn zur Abrundung dazukaufte, wieder katholisch werden. Die verbreitete Lustlosigkeit an Glaubensdingen dokumentiert sich darin, dass das Versäumnis des Sonntagsgottesdienstes mit Geldstrafen belegt wurde – trotzdem fanden sich kaum Messgänger. Erst als man 70 Dragoner die Waldthurner „katholisch machen“ ließ, wurde die Gegenreformation auch in Waldthurn vollendet.
Unter den Lobkowitzern blühte das Wallfahrtswesen wieder auf. Das Fürstenhaus tat das Seine, indem es im 18. Jahrhundert eine prächtige Kirche auf dem Berg errichten ließ. Sie wurde schon ein paar Jahre nach der Vollendung durch einen Blitzeinschlag zerstört und verbrannte. Das Gnadenbild konnte jedoch gerettet werden.
Einige Jahre später entstand die Kirche in ihrer jetzigen Form, etwas bescheidener als vorher, aber mit besonders wertvoller Renaissance-Innenausstattung. Von der begeisterten Wallfahrt auch aus Böhmen profitierte die Gemeinde Waldthurn derart, dass man sagte: Wer aus dem Paradies ins Waldthurner Ländchen fällt, wird keinen Unterschied bemerken.

### Nach 1945
In der Zeit des Kalten Krieges, als keine Wallfahrer aus Böhmen kommen konnten, avancierte der Fahrenberg zum Symbol der Hoffnung auf Versöhnung. Bischof Michael Buchberger hatte die Idee der „Friedensmadonna“, die vom Dachfirst in Richtung Osten auf Tschechien schaut.
Seit dem Fall des Eisernen Vorhangs kommen jeden Sommer Wallfahrer aus Tschechien, vor allem aus Stříbro (Mies), Tachov (Tachau) und Plzeň (Pilsen).

## Kunst
Die bestehende Wallfahrtskirche Mariä Heimsuchung wurde nach Zerstörung des Vorgängerbaus von 1706 durch einen Blitzschlag im Jahr 1775 bis 1778/79 erbaut. Die überlebensgroße vergoldete Kupferstatue Maria, Königin des Friedens wurde 1956 auf dem Dachfirst angebracht. Der barocke Hochaltar ist ein Werk des Bildhauers Wolf Kurzwort und des Schreiners Wenzl Wickl aus Waldthurn. Das Gnadenbild, eine spätgotische geschnitzte Marienstatue, entstand um 1480/1490. Maria sowie das Jesuskind auf ihrem Arm sind mit festlichen Gewändern bekleidet. Der linke Seitenaltar zeigt die Begegnung von Maria und Elisabeth, der rechte die Heilige Familie.
Neben der Kirche befindet sich die 1706 errichtete Dreifaltigkeitskapelle mit einem Altar des späten 17. Jahrhunderts.

Bildergalerie
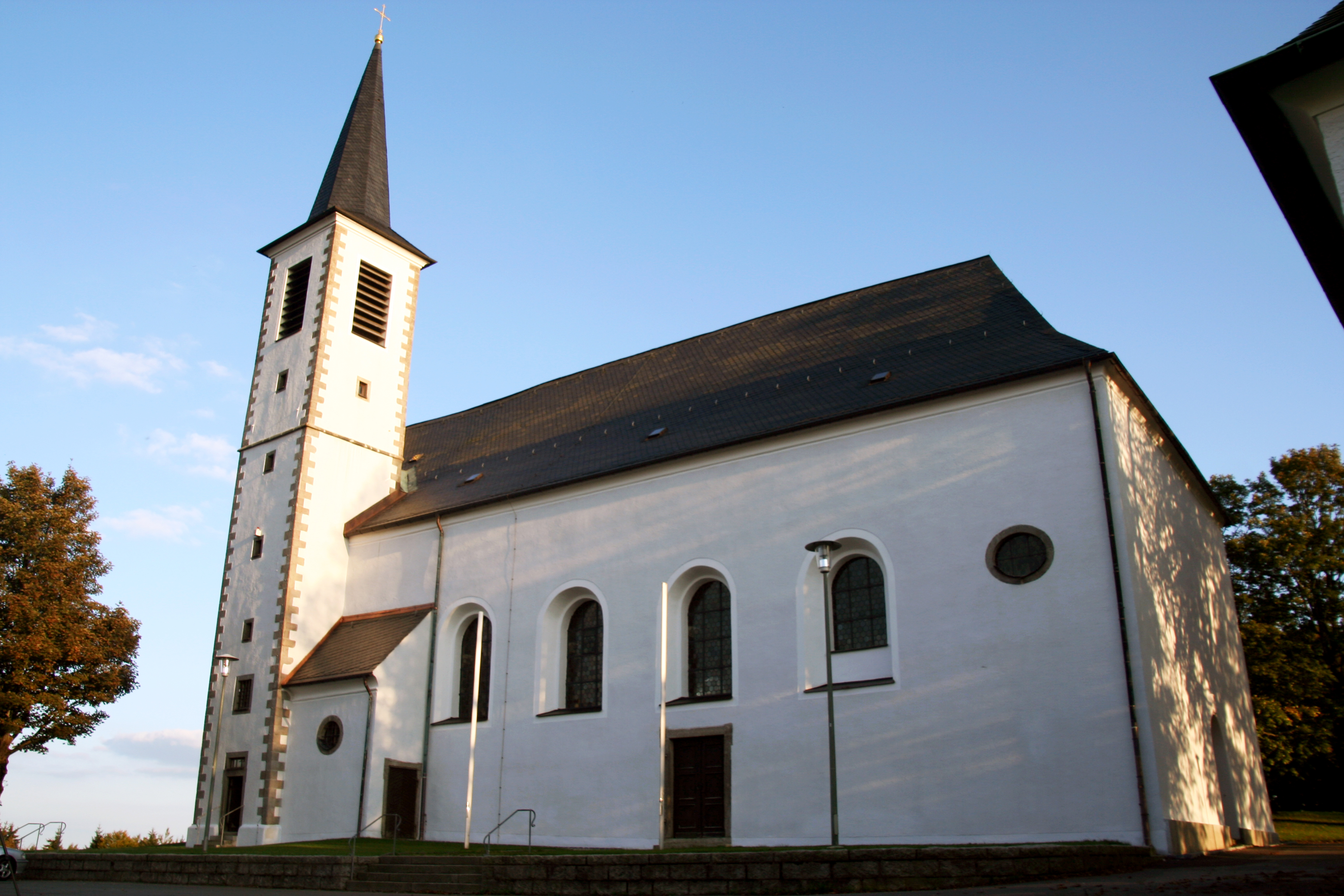
Wallfahrtskirche Fahrenberg (2014)
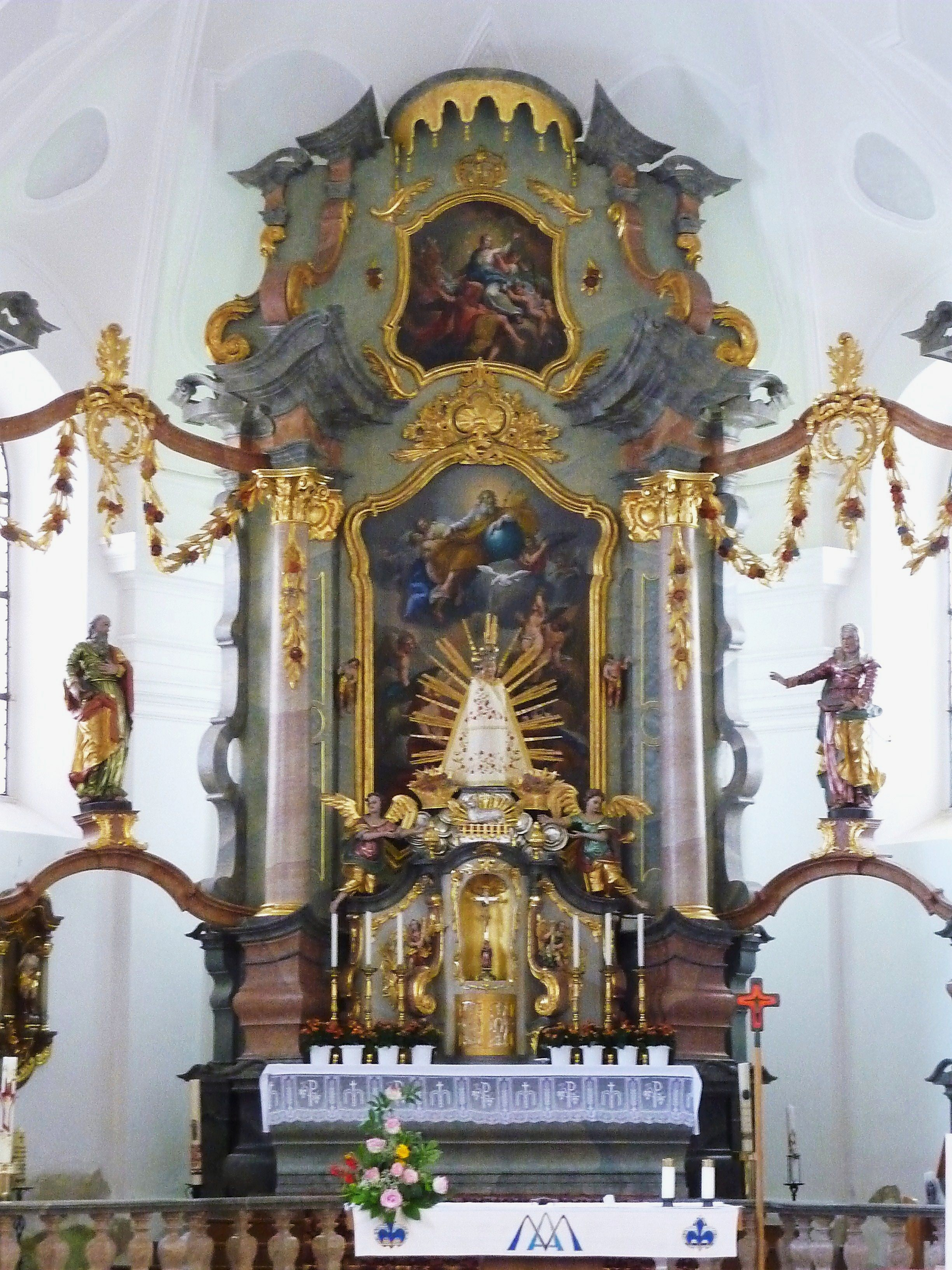
Hochaltar mit Gnadenbild
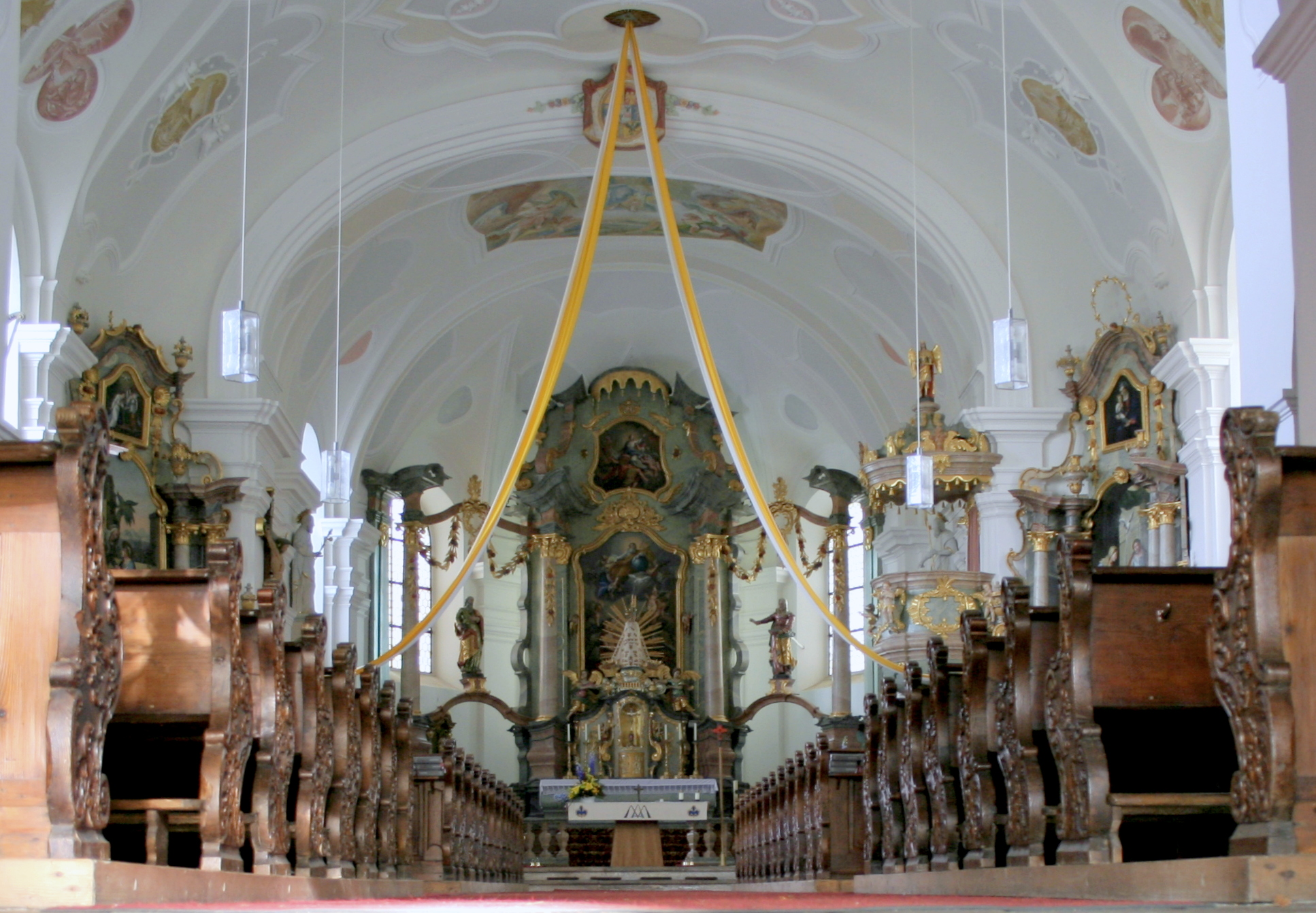
Innenraum (2014)

## Verkehr
Der Haltepunkt Fahrenberg an der ehemaligen Bahnstrecke Neustadt (Waldnaab)–Eslarn ist stillgelegt.